# ژرفاب (فیلم ۲۰۲۲)
ژرف‌آب (انگلیسی: Deep Water) یک فیلم تریلر روان‌شناختی اروتیک به کارگردانی آدریان لین است که برپایه رمان به همین نام از پاتریشا های‌اسمیت ساخته شده‌است. فیلم‌نامه این فیلم به‌دست زک هلم و سام لوینسون نوشته شد. بن افلک و آنا د آرماس بازیگران اصلی فیلم هستند و تریسی لتس، لیل رل هاوری، دش میهوک، فین ویتراک، کریستن کانلی، جیکوب الوردی و ریچل بلانچارد در نقش‌های مکمل حضور دارند.
ژرفاب در ۱۸ مارس ۲۰۲۲ از راه هولو به نمایش درآمد. نمایش این فیلم چند بار به دلیل دنیاگیری کووید-۱۹ به تعویق افتاد. این فیلم نقدهای ناخوشایند منتقدان را در پی داشت.

## داستان
یک زوج متأهل که دیگر عاشق یکدیگر هستند، درچا تنش‌ها و چالش‌های رابطه می‌شوند که با توجه به مشکلات این رابطه در انتها عشقی عمیق بین آنها وجود دارد که به نوعی میتواند بیانگر ترس از جدایی باشد و در طی فیلم شروع به بازی‌های مرگبار با افراد معشوقه در برابر یکدیگر می‌کنند.

## بازیگران
- بن افلک
- آنا د آرماس
- تریسی لتس
- لیل رل هاوری
- دش میهوک
- فین ویتراک
- کریستن کانلی
- جیکوب الوردی
- ریچل بلانچارد

## فیلمبرداری
فیلمبرداری از ۴ نوامبر ۲۰۱۹ در نیواورلئان آغاز شد. در دسامبر سال ۲۰۱۹، مایکل براون به بازیگران این فیلم اضافه شد.